# Carlos Holguín Holguín
Carlos Holguín Holguín (Bogotá, 14 de junio de 1912-Bogotá, 3 de diciembre de 1998) fue un abogado internacionalista, diplomático, escritor, educador y político colombiano.
Ocupó la rectoría de la Universidad del Rosario desde 1973 hasta 1978. Es mismo año fue nombrado por el entonces presidente Misael Pastrana Borrero como embajador de Colombia en la Organización de Naciones Unidas.
También fue conjuez de la Corte Suprema de Justicia, embajador ante la Organización de Estados Americanos, conjuez del Consejo de Estado y Gobernador de Cundinamarca entre 1957 y 1958, durante el gobierno de transición militar.
A pesar a su abolengo vinculado con la diplomacia, Holguín nunca llegó a ser nombrado canciller del país, pese a que estuvo en la nómina de candidatos en varios gobiernos.

## Biografía
Carlos Holguín Holguín nació en Bogotá, el 14 de junio de 1912, en el seno de una familia de la aristocracia colombiana, siendos sus padres parientes cercanos.
Holguín se graduó como abogado de la Universidad Nacional de Colombia.
A principios de los años 40, Holguín se vinculó a la Universidad del Rosario, donde comenzó a regentar varias cátedras de derecho. En 1943, fue nombrado por el presidente Alfonso López Pumarejo como embajador ante Chile

### Gobernador de Cundinamarca
El 5 de junio de 1957 se posesionó como gobernador del departamento de Cundinamarca, por nombramiento de la Junta Militar de Gobierno.
Holguín entregó el cargo el 19 de enero de 1958 a Álvaro Copete Lizarralde.

### Rector de la Universidad del Rosario
Holguín, quien llevaba más de cuarenta años dictando las cátedras de derecho comercial, administrativo, constitucional, internacional y civil  en la Universidad del Rosario, era vicerrector para el año 1973. Sin embargo, tras el nombramiento del rector Antonio Rocha como embajador ante el Vaticano, por el presidente Misael Pastrana, Holguín resultó elegido rector de la institución, desde el 13 de diciembre de 1973.

## Familia
Carlos era miembro de una de las familias más poderosas e influyentes de Colombiaː Los Holguín.
Su padre era Jorge Holguín Lloreda, y su madre, Catalina Holguín y Caro, parientes cercanos entre sí. Sus hermanos eran Roberto, José Eusebio, Hernando y Andrés Holguín Holguín.
Su padre era sobrino de los hermanos Jorge y Carlos Holguín Mallarino (expresidentes de Colombia), y era pariente del periodista Lalo Lloreda. A su vez era nieto del hacendado Vicente Holguín. 
Por otro lado su madre era hija de su tío abuelo Carlos y de Margarita Caro Tobar, hija del expresidente Miguel Antonio Caro. Por éste linaje, Carlos era tataranieto de Nicolasa Ibáñez, amada de Francisco de Paula Santander; y bisnieto del escritor y político José Eusebio Caro, confundador con Mariano Ospina Rodríguez del Partido Conservador. 
Fueron tíos segundo-tío abuelos suyos la pintora Margarita (casada con el escritor Tomás Rueda Vargas), Clemencia (casada con el expresidente Roberto Urdaneta), el diplomático Álvaro, y el banquero Hernando Holguín y Caro.

## Obras
- Cultos Religiosos y Corrida de Toros, con Andrés Holguín Holguín (1966).
- Conferencias sobre Derecho Internacional Privado
- Régimen Patrimonial en el matrimonio (1961)
- El fraude de los US$ 13.5 millones. Proceso de la República de Colombia ante la Corte de Londres (1991).